# Д’Амико, Хосе
Хосе́ Д’Амико (исп. José D'Amico; 11 марта 1914, Буэнос-Айрес — 30 июля 1994, Буэнос-Айрес) — аргентинский футбольный тренер.

## Карьера
Хосе Д’Амико начал карьеру, работая тренером по физической подготовке в клубах «Расинг» и «Альмагро». Первой самостоятельной работой Д’Амико стала «Атланта» в 1942 году. В 1949 году он возглавил «Платенсе». С этой командой Д’Амико участвовал в турне по Европе, где клуб даже обыграл «Милан» со счётом 3:2. В 1952 году Хосе стал главным тренером «Феррокарриль Оэсте». 21 сентября 1952 года клуб сыграл первый матч с ним во главе, в котором обыграл «Росарио Сентраль» со счётом 2:0. Всего с Д’Амико на посту главного тренера «Феррокарриль» провёл 28 матчей, в которых выиграл 12 раз, 6 свёл вничью и 10 проиграл. 9 августа 1953 года клуб сыграл последнюю встречу под руководством Хосе, в которой одержал победу над «Велес Сарсфилдом» со счётом 2:1. В 1954 году Д’Амико возглавил «Расинг». А в 1959 году стал главным тренером «Чакариты Хуниорс». Эту команду он привел к выигрышу второго дивизиона чемпионата страны.
В 1960 году Д’Амико стал тренером по физической подготовке в штабе Карлоса Сосы в «Боке Хуниорс». После увольнения последнего, Хосе единолично возглавил клуб, который под его руководством провёл 19 матчей, из которых выиграл только восемь. В 1961 году он вновь стал тренером по физической подготовке, помогая новому главного тренеру «Боки», Висенте Феоле. Когда бразилец покинул команду, Д’Амико опять стал главным тренером и привёл клуб к выигрышу чемпионата страны. Он тренировал команду до начала 1964 года, когда возглавил «Росарио Сентраль». 26 апреля, в первом матче под руководством Д’Амико клуб обыграл «Ньюэллс Олд Бойз» со счётом 4:0. По итогам сезона «Росарио» оказался на 11 месте, а годом позже занял 10 место. За годы Д’Амико в команде, «Сентраль» сыграл 43 матча, выиграв только 12.
В 1966 году Д’Амико стал главным тренером «Банфилда». А годом позже возглавил «Ривер Плейт». В 1968 году Д’Амико возвратился на пост главного тренера «Боки Хуниорс». Клуб под его руководством провёл 31 матч, из которых выиграл 11, а за все годы с Хосе во главе «Бока» сыграла 87 встреч, выиграв в сорока из них. В 1969 году Д’Амико работал исполняющим обязанности главного тренера «Велес Сарсфилда». А спустя два года тренировал «Расинг». В 1972 году Хосе возглавлял молодёжную сборную Аргентины. С 1976 по 1977 год Д’Амико работал главным тренером молодёжной сборной Эквадора. В 1980 году был советником и техническим консультантом в сборной Кот-д’Ивуара, а с 1981 по 1982 год в молодёжной сборной Китая.

## Международная статистика
| Матчи сборной Аргентины под руководством Хосе Д’Амико | Матчи сборной Аргентины под руководством Хосе Д’Амико | Матчи сборной Аргентины под руководством Хосе Д’Амико | Матчи сборной Аргентины под руководством Хосе Д’Амико | Матчи сборной Аргентины под руководством Хосе Д’Амико | Матчи сборной Аргентины под руководством Хосе Д’Амико | Матчи сборной Аргентины под руководством Хосе Д’Амико |
| ----------------------------------------------------- | ----------------------------------------------------- | ----------------------------------------------------- | ----------------------------------------------------- | ----------------------------------------------------- | ----------------------------------------------------- | ----------------------------------------------------- |
| №                                                     | Дата                                                  | Место проведения                                      | Оппонент                                              | Счёт                                                  | Турнир                                                |                                                       |
| 1                                                     | 12 октября 1961                                       | Авельянеда                                            | Парагвай                                              | 5:1                                                   | Товарищеский матч                                     |                                                       |
| 2                                                     | 18 ноября 1961                                        | Буэнос-Айрес                                          | СССР                                                  | 1:2                                                   | Товарищеский матч                                     |                                                       |
| 3                                                     | 18 декабря 1962                                       | Буэнос-Айрес                                          | Бока Хуниорс                                          | 0:1                                                   | Товарищеский матч                                     |                                                       |
| 4                                                     | 15 октября 1963                                       | Асунсьон                                              | Парагвай                                              | 4:0                                                   | Кубок Шевалье Бутеля                                  |                                                       |
| 5                                                     | 29 октября 1963                                       | Буэнос-Айрес                                          | Парагвай                                              | 2:3                                                   | Кубок Шевалье Бутеля                                  |                                                       |

## Достижения
- Чемпион Аргентины: 1962
- Обладатель Кубка Шевалье Бутеля: 1963